# Stăncilova
Stăncilova – wieś w Rumunii, w okręgu Caraș-Severin, w gminie Șopotu Nou. W 2011 roku liczyła 307 mieszkańców. 